# Protoanthicus marziae
Protoanthicus marziae là một loài bọ cánh cứng trong họ Anthicidae. Loài này được Moore & Vidal miêu tả khoa học năm 2006.